# (13091) 1992 PT3
A (13091) 1992 PT3 egy marsközeli kisbolygó. Henry E. Holt fedezte fel 1992. augusztus 5-én.